# Aeropuerto Internacional de Shannon
El Aeropuerto de Shannon (en inglés: Shannon Airport; en irlandés: Aerfort na Sionnainne) (código IATA: SNN - código ICAO: EINN), está situado en la localidad de Shannon, Irlanda), y a 25 km de la ciudad de Limerick. Es el segundo aeropuerto del país, por detrás del aeropuerto de Dublín, y por delante del aeropuerto de Cork. El aeropuerto es importante por la presencia de las Fuerzas armadas de los Estados Unidos.

## Aerolíneas y destinos
A agosto de 2023, se brinda servicio a las siguientes ciudades desde Shannon:
| Ciudades por países  | Nombre del aeropuerto                                  | Aerolíneas                                                            | Aeronaves               | Frecuencias semanales |                   |
| América del Norte    | América del Norte                                      | América del Norte                                                     | América del Norte       | América del Norte     | América del Norte |
| -------------------- | ------------------------------------------------------ | --------------------------------------------------------------------- | ----------------------- | --------------------- | ----------------- |
| Estados Unidos       |                                                        |                                                                       |                         |                       |                   |
| Boston               | Aeropuerto Internacional de Boston-Logan               | Aer Lingus                                                            | A321-253NXLR            |                       |                   |
| Chicago              | Aeropuerto Internacional O'Hare                        | United Airlines (Estacional)                                          | B757                    |                       |                   |
| Newark               | Aeropuerto Internacional Libertad de Newark            | United Airlines (Estacional)                                          | B757                    |                       |                   |
| Nueva York           | Aeropuerto Internacional John F. Kennedy               | Aer Lingus Delta Air Lines (Estacional) (reinicia 23 de mayo de 2024) | A321-253NXLR B767-300ER |                       |                   |
| Europa               |                                                        |                                                                       |                         |                       |                   |
| España               |                                                        |                                                                       |                         |                       |                   |
| Alicante             | Aeropuerto de Alicante-Elche                           | Ryanair                                                               | B737                    |                       |                   |
| Fuerteventura        | Aeropuerto de Fuerteventura                            | Ryanair                                                               | B737                    |                       |                   |
| Gerona               | Aeropuerto de Gerona                                   | Ryanair (Estacional)                                                  | B737                    |                       |                   |
| Gran Canaria         | Aeropuerto de Gran Canaria                             | Ryanair (Estacional)                                                  | B737                    |                       |                   |
| Lanzarote            | Aeropuerto César Manrique-Lanzarote                    | Ryanair TUI Airways (Chárter estacional)                              | B737 B7x7               |                       |                   |
| Málaga               | Aeropuerto de Málaga-Costa del Sol                     | Ryanair                                                               | B737                    |                       |                   |
| Palma de Mallorca    | Aeropuerto de Palma de Mallorca                        | Ryanair (Estacional)                                                  | B737                    |                       |                   |
| Reus                 | Aeropuerto de Reus                                     | Ryanair (Estacional) TUI Airways (Chárter estacional)                 | B737 B7x7               |                       |                   |
| Tenerife             | Aeropuerto de Tenerife Sur                             | Ryanair                                                               | B737                    |                       |                   |
| Francia              |                                                        |                                                                       |                         |                       |                   |
| Béziers              | Aeropuerto de Béziers Cap d'Agde                       | Ryanair (Estacional)                                                  | B737                    |                       |                   |
| Marsella             | Aeropuerto de Marsella                                 | Ryanair (Estacional)                                                  | B737                    |                       |                   |
| París                | Aeropuerto de París-Charles de Gaulle                  | Aer Lingus                                                            | A3xx                    | 1                     |                   |
| Grecia               |                                                        |                                                                       |                         |                       |                   |
| Corfú                | Aeropuerto Internacional de Corfú-Ioannis Kapodistrias | Ryanair (Estacional)                                                  | B737                    |                       |                   |
| Hungría              |                                                        |                                                                       |                         |                       |                   |
| Budapest             | Aeropuerto de Budapest                                 | Ryanair                                                               | B737                    |                       |                   |
| Italia               |                                                        |                                                                       |                         |                       |                   |
| Nápoles              | Aeropuerto de Nápoles-Capodichino                      | Ryanair (Estacional)                                                  | B737                    |                       |                   |
| Turín                | Aeropuerto de Turín-Caselle                            | Ryanair (Estacional)                                                  | B737                    |                       |                   |
| Lituania             |                                                        |                                                                       |                         |                       |                   |
| Kaunas               | Aeropuerto de Kaunas                                   | Ryanair                                                               | B737                    |                       |                   |
| Malta                |                                                        |                                                                       |                         |                       |                   |
| Malta                | Aeropuerto de Malta                                    | Ryanair (Estacional)                                                  | B737                    |                       |                   |
| Polonia              |                                                        |                                                                       |                         |                       |                   |
| Breslavia            | Aeropuerto de Breslavia-Copérnico                      | Ryanair                                                               | B737                    |                       |                   |
| Cracovia             | Aeropuerto de Cracovia-Juan Pablo II                   | Ryanair                                                               | B737                    |                       |                   |
| Nowy Dwór Mazowiecki | Aeropuerto de Varsovia-Modlin                          | Ryanair (Estacional)                                                  | B737                    |                       |                   |
| Portugal             |                                                        |                                                                       |                         |                       |                   |
| Faro                 | Aeropuerto de Faro                                     | Ryanair                                                               | B737                    |                       |                   |
| Oporto               | Aeropuerto de Oporto                                   | Ryanair (Estacional)                                                  | B737                    |                       |                   |
| Reino Unido          |                                                        |                                                                       |                         |                       |                   |
| Birmingham           | Aeropuerto de Birmingham                               | Ryanair                                                               | B737                    |                       |                   |
| Edimburgo            | Aeropuerto de Edimburgo                                | Ryanair                                                               | B737                    |                       |                   |
| Liverpool            | Aeropuerto de Liverpool                                | Ryanair                                                               | B737                    |                       |                   |
| Londres              | Aeropuerto de Londres-Gatwick                          | Ryanair                                                               | B737                    |                       |                   |
| Londres              | Aeropuerto de Londres-Heathrow                         | Aer Lingus                                                            | A3xx                    |                       |                   |
| Londres              | Aeropuerto de Londres-Stansted                         | Ryanair                                                               | B737                    |                       |                   |
| Mánchester           | Aeropuerto de Mánchester                               | Ryanair                                                               | B737                    |                       |                   |

## Estadísticas
Ver fuente y consulta Wikidata.
| Puesto                            | Aeropuerto       | Pasajeros | Variación % |
| --------------------------------- | ---------------- | --------- | ----------- |
| 1                                 | Londres–Heathrow | 268.225   | 02,3        |
| 2                                 | Londres–Stansted | 201.597   | 00,7        |
| 3                                 | Nueva York–JFK   | 134.022   | 013,3       |
| 4                                 | Londres–Gatwick  | 116.734   | 00,9        |
| 5                                 | Mánchester       | 85.521    | 00,9        |
| 6                                 | Boston           | 81.187    | 012,8       |
| 7                                 | Newark           | 68.655    | 01,5        |
| 8                                 | Málaga           | 67.999    | 016,0       |
| 9                                 | Faro             | 56.336    | 01,0        |
| 10                                | Lanzarote        | 45.186    | 02,7        |
| 11                                | Alicante         | 43.431    | 027,4       |
| 12                                | Filadelfia       | 42.094    | 04,1        |
| 13                                | Cracovia         | 38.178    | 00,6        |
| 14                                | Breslavia        | 37.926    | 01,7        |
| 15                                | Birmingham       | 37.639    | 01,7        |
| Source: Central Statistics Office |                  |           |             |